# Jiro Nagasawa
Jiro Nagasawa (2 de fevereiro de 1932 - 23 de março de 2010) foi um nadador olímpico japonês considerado o inventor do nado borboleta moderno.
Nagasawa competiu nos Jogos Olímpicos de 1952 na prova dos 200 metros peito e, entre 1945 e 1956, bateu 5 recordes mundiais nos 200 metros e 220 jardas borboleta.
Entrou no International Swimming Hall of Fame em 1993.